# Paul-Henri Spaak
Paul-Henri Spaak uttal (fil), född 25 januari 1899 i Schaerbeek utanför Bryssel, död 31 juli 1972 i Braine-l'Alleud utanför Bryssel, var en belgisk advokat och socialistisk politiker. Han var en av EU:s grundare, och kallades Mr Europe.
Spaak var mellan åren 1936–1966 premiärminister eller utrikesminister i nästan alla belgiska regeringar (undantag augusti 1949–april 1954 och juni 1958–april 1961). Han har även varit bland annat ordförande i FN:s generalförsamling 1946–1947, Europarådets president 1949–1951 och Natos generalsekreterare 1957–1961.

## Biografi
Paul-Henri Spaak var ättling till den svenske immigranten till Belgien Magnus Spaak (1699–1768) från Bohuslän, bror till den pietistiske reformatorn Peter Spaak. Paul-Henri Spaak var soldat under första världskriget, efter att ha ljugit om sin ålder, och blev då krigsfånge. Efter detta började han studera juridik vid Université libre de Bruxelles där han avlade juristexamen (LL.M.). Efter studierna var han verksam som advokat i Bryssel.
År 1936 utnämndes Spaak till Belgiens utrikesminister, och kvarblev med detta uppdrag till 1949, bortsett från perioder åren 1938–1939 och 1947–1949, då han var landets konseljpresident. Under andra världskriget ålåg det honom att genomdriva Belgiens neutralitet men hans regering tvingades gå i exil. 
Spaak började under tiden i exil att försöka få till stånd ett enande av länderna i området, och utarbetade därför Beneluxplanen. Tankarna om mellanstatliga samarbeten och allianser sträckte sig långt bortom Benelux; han var en av de första som förordade Europeiska kol- och stålgemenskapen, och önskade även militärt samarbete inom Europa.
När FN:s generalförsamling samlades första gången 1946, blev Spaak dess första ordförande. Hans värv fortfor genom att han 1948–1949 var ordförande i OEEC:s råd. År 1946 blev han även vald till Europarådets president. I egenskap av socialist var han antimonarkist, och han genomdrev att kung Leopold abdikerade den 16 juli 1951. Åren 1957–1961 var han Natos generalsekreterare. Till hans gärningar hör även att han utformade stora delar av Romfördraget.

## Utmärkelser
- Riddare med storkors av Sankt Mikaels och Sankt Georgsorden,  1937[3]
- Hedersdoktor vid Aix-Marseilles universitet,  1952[4]
- Storkorset av Kristusorden,  10 augusti 1955[5]
- Förbundsrepubliken Tysklands förtjänstorden - storkors,  1956
- Storkorsriddare av Republiken Italiens förtjänstorden,  5 maj 1956[6]
- Karlspriset,  30 maj 1957[7]
- Frihetsmedaljen,  1961[8]
- Companion of Honour,  14 maj 1963
- Storkorset av isländska falkorden,  21 augusti 1963[9]
- Storkors av Leopoldorden
- Storkors av Södra korsets orden
- Storkors av Kronorden

[Redigera Wikidata]